# Faradays induktionslov
Faradays induktionslov (eller kortere Faradays lov ) er inden for den klassiske elektromagnetisme en lov, som beskriver induktion. Den siger at:
{\displaystyle {\mathcal {E}}=-{\frac {{\text{d}}\Phi _{B}}{{\text{d}}t}}}
hvor {\displaystyle {\mathcal {E}}} er elektromotorisk kraft (den inducerede spænding), {\displaystyle {\text{d}}\Phi _{B}} er ændringen i magnetisk flux og {\displaystyle {\text{d}}t} er ændring i tid. Det negative fortegn kommer fra Lenz' lov.
Loven siger altså, at størrelsen på den totale elektromotorisk kraft induceret i en spole med én vinding i et magnetisk felt er lig ændringen i magnetisk flux gennem spolen, divideret med ændringen i tid. Hvis spolen har mere end én vinding, ganges udtrykket med antal vindinger:
{\displaystyle {\mathcal {E}}=-N{\frac {{\text{d}}\Phi _{B}}{{\text{d}}t}}}
hvor {\displaystyle N} er antal vindinger.

## Felt-notation
Ofte skrives Faradays induktionslov som en relation mellem det elektriske felt {\displaystyle \mathbf {E} } og magnetfeltet {\displaystyle \mathbf {B} }. Den elektromotoriske kraft er det elektrisk felt gange afstanden:
{\displaystyle {\mathcal {E}}=\oint _{C}\mathbf {E} \cdot {\text{d}}\mathbf {l} }
og det magnetiske flux er det magnetiske felt integreret over arealet:
{\displaystyle \Phi _{B}=\int _{S}\mathbf {B} \cdot {\text{d}}\mathbf {A} }
Loven bliver da:
{\displaystyle \oint _{C}\mathbf {E} \cdot {\text{d}}\mathbf {l} =-{\frac {\text{d}}{{\text{d}}t}}\int _{S}\mathbf {B} \cdot {\text{d}}\mathbf {A} }
Dette kan igen omskrives ved hjælp af Stokes' sætning på venstresiden og Leibniz' integralregel på højresiden:
{\displaystyle \int _{S}(\nabla \times \mathbf {E} )\cdot {\text{d}}\mathbf {A} =\int _{S}\left(-{\frac {\partial \mathbf {B} }{\partial t}}\right)\cdot {\text{d}}\mathbf {A} }
Hvis dette skal gælde for et hvilket som helst areal, opnås:
{\displaystyle \nabla \times \mathbf {E} =-{\frac {\partial \mathbf {B} }{\partial t}}}
Det er ofte denne sidste form man møder, når de 4 Maxwells ligninger ses omtalt.